# Vasile Crețoiu
Vasile Crețoiu (n.  ?) a fost un general român care a luptat în cel de-al Doilea Război Mondial.

## Cariera militară
A absolvit Școala de Ofițeri în 1912. A fost înaintat în 8 iunie 1936 la gradul de colonel.
Colonelul Crețoiu a comandat un regiment pe frontul antisovietic în cel de-al Doilea Război Mondial și a fost grav rănit pe 2 septembrie 1941 în Bătălia de la Odesa. A fost transportat la un spital din București, unde i s-a amputat brațul stâng.
A fost decorat la 7 noiembrie 1941 cu Ordinul „Steaua României” cu spade în gradul de Ofițer, cu panglica de „Virtute Militară” „pentru curajul și destoinicia cu care și-a condus regimentul în luptele dela Ciolacu-Șoltoaia și Mărăndeni” și la 25 noiembrie 1941 cu Ordinul „Coroana României” cu spade, în gradul de Comandor, cu panglica de „Virtutea Militară” „pentru răsplătirea eroismului și spiritului de sacrificiu de care au dat dovadă pe câmpul de luptă”. Două luni mai târziu, pe 7 ianuarie 1942, a fost decorat cu Ordinul „Mihai Viteazul” cl. III-a „pentru bravura și curajul cu care și-a condus regimentul în luptele din jurul Odesei, reușind ca în după amiaza zilei de 23 august 1941, la Sud de Kubanka, printr-o manevră abil concepută, să surprindă pe inamic în poziție, capturându-i 170 prizonieri. În zilele de 27 August-2 Septemvrie 1941 rezistă la toate contraatacurile furtunoase date de inamic în valuri, sprijinite de artilerie navală și care de luptă, luptând personal în mijlocul trupei căreia îi inspiră încredere și elan, făcând mormane de cadavre inamice în fața poziției. Cade grav rănit la 2 Septemvrie 1941 și pierde brațul stâng la un spital din București”.
Luându-se în considerare vechimea în grad și meritele militare dovedite pe câmpul de luptă, colonelul Crețoiu a fost înaintat în 24 ianuarie 1942 la gradul de general de brigadă.
După instalarea guvernului Petru Groza generalul de brigadă Vasile Crețoiu a fost trecut din oficiu în poziția de rezervă, alături de alți generali, prin decretul nr. 860 din 24 martie 1945, invocându-se legea nr. 166, adoptată prin decretul nr. 768 din 19 martie 1945, pentru „trecerea din oficiu în rezervă a personalului activ al armatei care prisosește peste nevoile de încadrare”.

## Decorații
- Ordinul „Steaua României” cu spade în gradul de Ofițer, cu panglica de „Virtute Militară” (7 noiembrie 1941)[4]
- Ordinul „Coroana României” cu spade, în gradul de Comandor, cu panglica de „Virtutea Militară” (25 noiembrie 1941)[5]
- Ordinul Militar „Mihai Viteazul” clasa III-a (7 ianuarie 1942)[3]